# Силезский университет в Катовице
Силезский университет в Катовицах (пол. Uniwersytet Śląski w Katowicach) — высшее учебное заведение, расположенное в столице Силезского воеводства в Польше. Был открыт 8 июня 1968 года и стал девятым на тот момент вузом в Польше. Большинство факультетов находятся в городе Катовице. Остальные единицы и факультеты располагаются в городах Сосновец (Филологический факультет, Факультет информатики и материаловедения, Факультет естествознания), Хожув (Силезский Межвузовский центр по вопросам образования и междисциплинарных исследований, Школа менеджмента), Цешин ( Факультет изобразительного искусства и музыки, Факультет этнологии и наук об образовании).
В настоящее время в Университете обучается свыше 35 000 студентов.

## История
Впервые с инициативой создания высшего учебного заведения в Верхней Силезии выступили ксёндзы Станислав Адамски и Войчех Сосински в 1921 году, однако процесс затянулся ввиду недостатка на тот момент научно-педагогических кадров и в следующий раз к реализации задуманного приступили уже в конце 20-х годов 20-го века. Так в Катовице появился Педагогический институт.
Сначала в программу обучения входили только педагогические дисциплины. Позднее добавились курсы истории, полонистики, географии, естествознания, математики, физики. В 1950 году институт прекращает своё существование и вместо него начинает функционировать Государственная высшая педагогическая школа, до этого базировавшаяся в Лодзи.
В 1957 году профессор Йозеф Петер писал о том, что Верхняя Силезия, самый густонаселенный регион в Польше с населением почти 3 миллиона человек должна непременно иметь собственный большой университет.
В июне 1969 года в Катовице был открыт филиал Краковского Ягеллонского университета во главе с проректором Казимежем Попёлкем.
В 1968 году было принято решение объединить Государственную высшую педагогическую школу и филиал Ягеллонского университета, а образовавшееся новое учреждение назвать Силезским университетом в Катовице. Университет начал работать по четырём направлениям:
- гуманитарные дисциплины;
- математика, физика, химия;
- юридические дисциплины;
- технические дисциплины.

В том же году открывается Главная библиотека университета.
В 1970 году в Сосновце открывается отделение русской филологии. В 1973 году появляется факультет русской филологии, социологический факультет и факультет биологии и охраны окружающей среды. В 1974 году образован факультет естествознания. В 1976 году открыт факультет педагогики и психологии. В 2000 году решено создать богословский факультет.

## Структура университета
В настоящее время университет имеет 10 факультетов и несколько межфакультетных единиц::
- Гуманитарный факультет[пол.]
- Факультет естественных наук
- Факультет социальных наук
- Филологический факультет
- Факультет точных и технических наук
- Факультет права и управления
- Факультет искусств и педагогических наук
- Факультет теологии
- Киношкола имени Кристофа Кисловского(Krzysztofa Kieślowskiego)
- Докторантура(Szkoła Doktorska)
- Международная экологическая докторская школа(Międzynarodowa Środowiskowa Szkoła Doktorska)

- Индивидуальное межотраслевое образование
- Школа менеджмента
- Школа польского языка и культуры
Университет проводит обучение на степень бакалавра, магистра, обучение в аспирантуре, последипломноe образованиe, курсы повышения квалификации по 70 направлениям и свыше 200 специальностям.
Силезский университет реализирует идею «открытого университета» благодаря таким проектам, как: Университет третьего века, Силезский университет детей, а также академических СМИ –студенческого радио «Эгида», Интернет-телевидения Силезского университета, студенческой газеты, студенческого журнала «Suplement». Также, Силезский университет первым среди польских ВУЗов создал свой профиль на YouTubeEdu.

## Международное сотрудничество
Международное сотрудничество относится к приоритетам деятельности университета. Об этом свидетельствуют более 600 подписанных договоров о сотрудничестве с вузами из 36 стран мира. Университет активно участвует в международных образовательных и исследовательских программ, также является членом международных научных организаций, в том числе IAU, CRE, AUDEM, IAUP, CBUR.
Студентами Силезского университета являются граждане Польши, стран Европейского Союза, Беларуси, Украины, России, Грузии, Казахстана, Киргизии, Армении, Монголии, Китая. В университете действует Европейская трансферная система баллов, а следовательно, абсолютно все студенты могут участвовать в программах обмена, например таких как Erasmus+.

## Почётные доктора Honoris Causa Силезского университета
Среди докторов Honoris Causa университета:
- Ежи Штур
- Тадеуш Ружевич
- Жак Деррида
- Рышард Капущинский
- Станислав Баранчак
- Иосиф Александрович Бродский
- Эжен Ионеско
- Юрий Андреевич Жданов

Памятник студенту в Катовицах расположен перед ректоратом Силезского университета на улице Банковой, 12. Инициатива установки памятника исходила от руководства Университета и городских властей. Проект памятника был разработан сотрудниками Факультета изобразительного искусства и музыки Силезского университета в Цешине. Открытие состоялось 24 июня 2008 года. Бронзовая скульптура высотой 2 м и представляет собой улыбающегося молодого человека в конфедератке.